# Грицюк Лев Романович

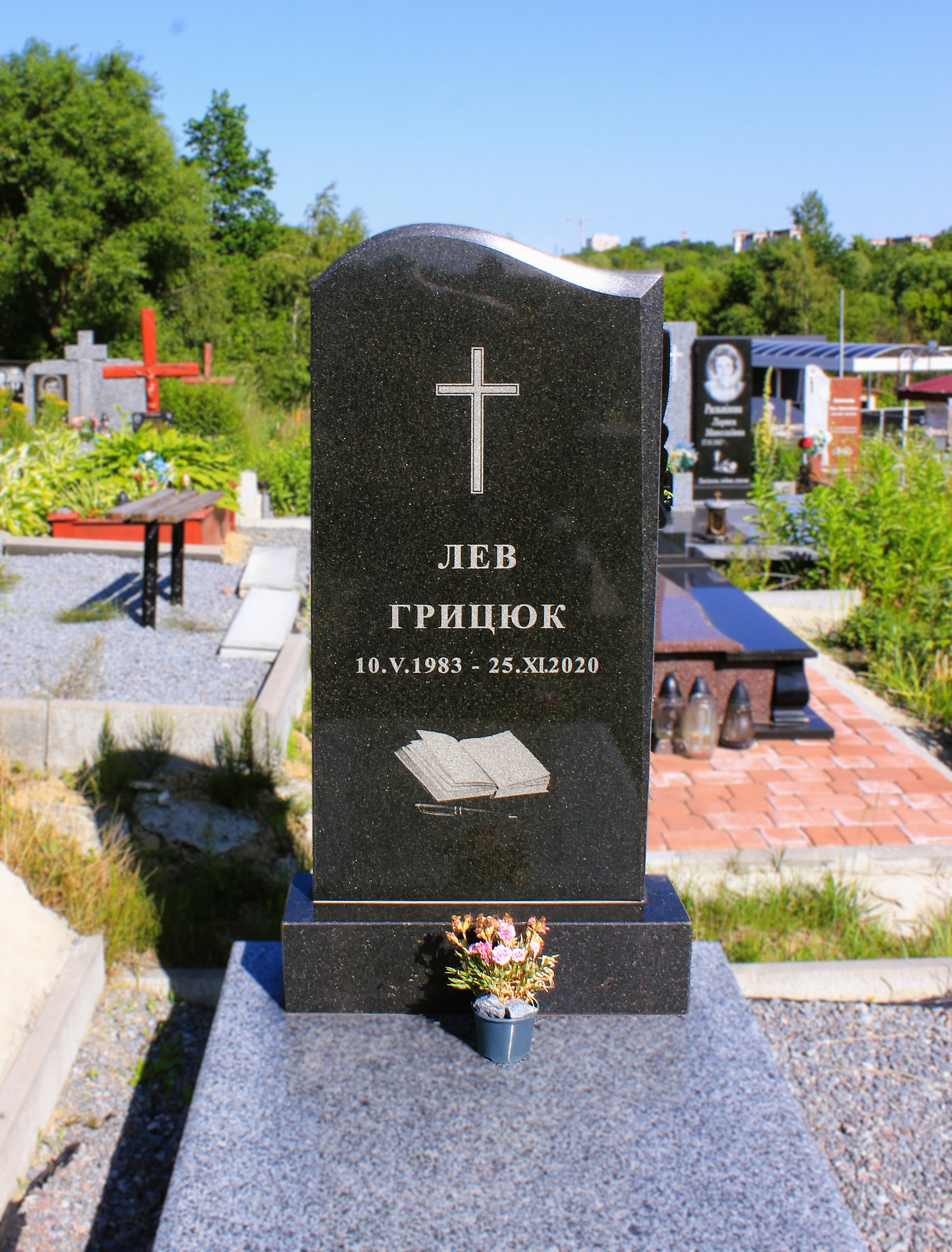
Надгробок Лева Грицюка- українського скандинавіста та перекладача зі шведської, норвезької й англійської.

Лев Рома́нович Грицю́к (10 травня 1983, Львів — 25 листопада 2020, Львів) — український скандинавіст і перекладач зі шведської, норвезької, англійської та російської мов.

## Життєпис
Лев Грицюк народився 10 травня 1983 року у Львові. З 1990 по 2000 рік навчався в Львівській лінгвістичній гімназії (СШ № 4). 2000 року вступив на факультет міжнародних відносин Львівського національного університету імені Івана Франка, який закінчив у 2005 році. Після цього вчився на магістерських курсах із культурології у Львівському національному університеті імені Івана Франка. Шведську мову вивчав п'ять років (2000—2005) в університеті як основну. Заняття вела викладачка Аннетт Нурдлунд. Знання цієї мови вдосконалював у Вищій народній школі м. Оскарсгамн (Швеція).
Був учасником Міжнародного книжкового ярмарку в Гетеборзі. Регулярно брав активну участь у Львівському форумі видавців, організовував зустрічі зі скандинавськими літераторами.
Вів блог про літературу та переклад «WhyTranslator».
Похований на 36 полі Голосківського цвинтаря.

## Переклади
- ван дер Ґраф, Мартен. Вибрані вірші. / Переклад з англійської Лева Грицюка. — Львів, 2018. — 32 с.
- Екдаль, Ліна [текст]; Ганквіст, Емма [художнє оформлення]. Ку-ку! Ми тут! / Переклад зі шведської Лева Грицюка. — Львів: Видавництво Старого Лева, 2017. — ISBN 978-617-679-438-7.
- Клеметс, Кеннет. Дотик. / Переклад зі шведської Лева Грицюка. — Львів: Видавець Позднякова А. Ю. (Видавництво «artarea»), 2016. — 88 с. — ISBN 978-966-97224-8-5.
- Ханін, Сємьон. Вплав. / Переклад із російської Лева Грицюка та Альбіни Позднякової. — Львів: Видавець Позднякова А. Ю. (Видавництво «artarea»), 2015. — 80 с.
- Геґґем, Вільде. якщо дерева. / Переклад із норвезької Лева Грицюка. — Київ: Спадщина, 2013. — 72 с.
- Стрьомберґ Р. Жовтоока. / Переклад зі шведської Лева Грицюка. — Тернопіль: Крок, 2012. — 48 с.
- 18 поетів із Гетеборга: Антологія / Переклад зі шведської Лева Грицюка. — Тернопіль: Крок, 2011. — 242 с.[2][3]
- Екдаль Л. Про бажання стати виразною як людина. — К.: Факт, 2008. — 164 с. — ISBN 978-966-359-275-6.[4]
- Ліна Екдаль. Ку-ку! Ми тут! / Переклад зі шведської Лева Грицюка. — Львів: Видавництво Старого Лева, 2017. — 32 с.